# Der Schmied von Göschenen
Der Schmied von Göschenen ist ein historischer Roman von Robert Schedler. Das 1919 erstmals veröffentlichte Werk erzählt die Legende vom Bau des ersten Pfades durch die Schöllenenschlucht und damit von der Wegbarmachung des Gotthardpasses. Es gilt als Klassiker schweizerischer Jugendbuchliteratur und wurde bis 1971 in elf Auflagen (48'000 Exemplare) gedruckt. Die ursprünglichen Federzeichnungen stammten von Theodor Barth, neuere Ausgaben sind mit Illustrationen von Felix Hoffmann versehen.

## Handlung

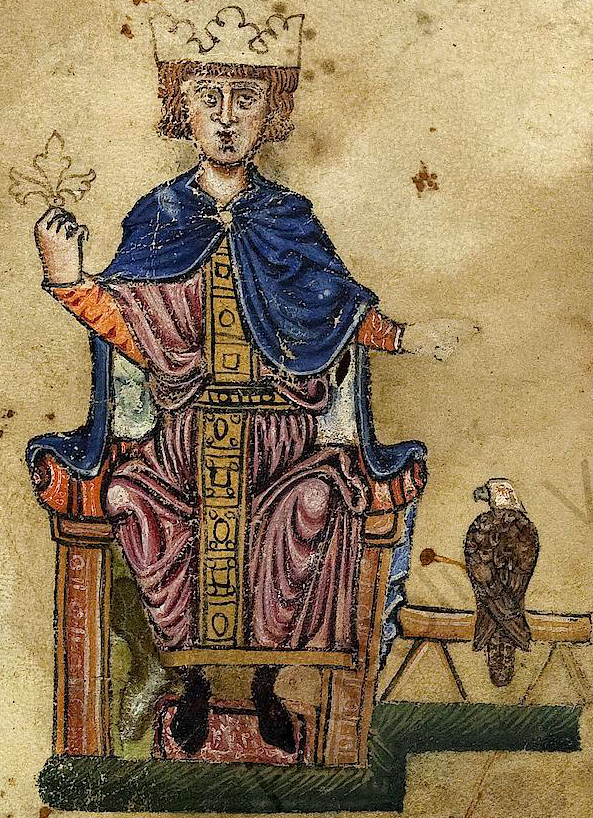
Der Stauferkönig Friedrich II.

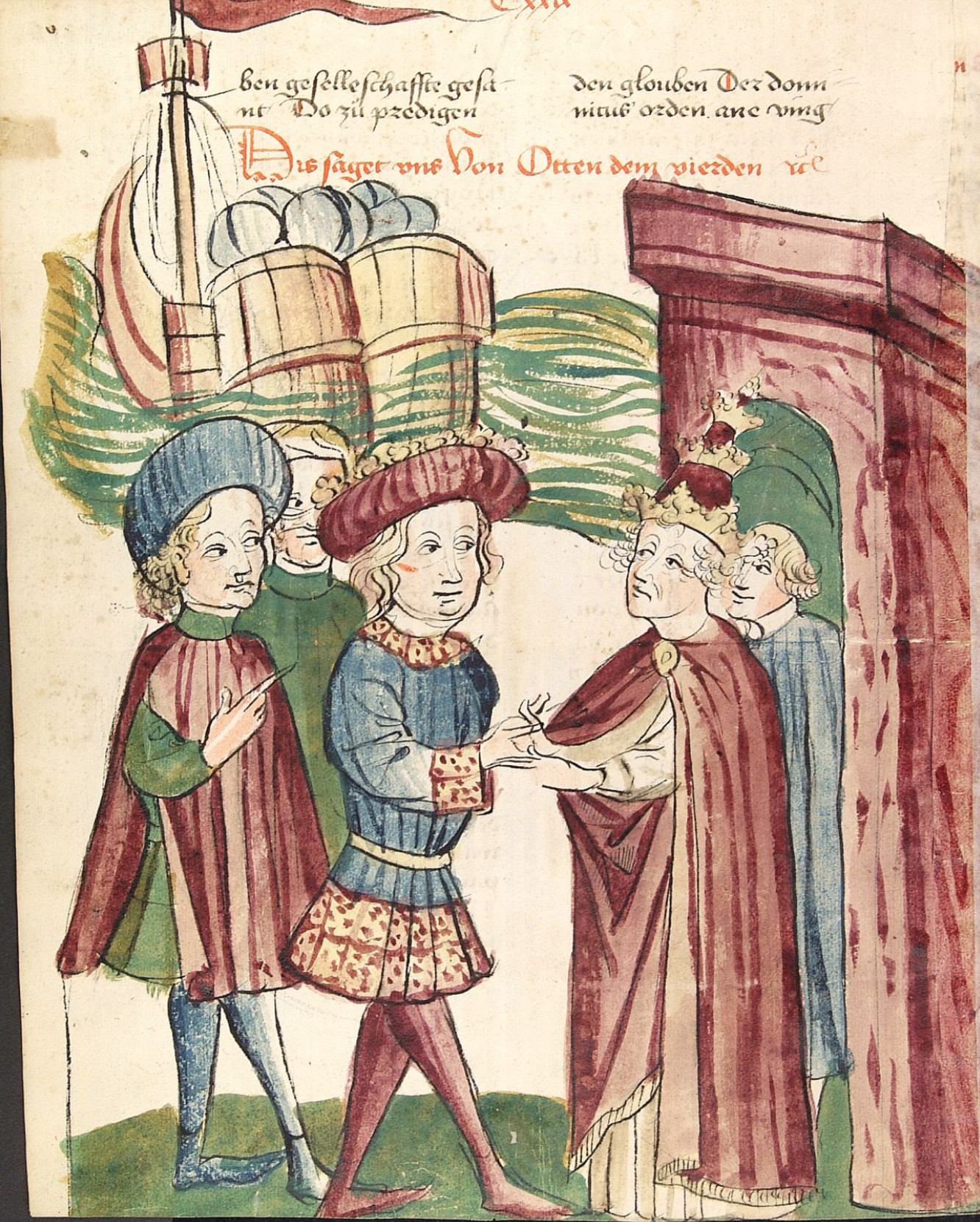
Der Welfe Otto IV.

Die Geschichte beginnt in Hospental am Fusse des Gotthardpasses. König Friedrich II. liegt mit König Otto IV. im Krieg. Es ist Herbst des Jahres 1212, dreiundzwanzig Jahre nach dem Kreuzzug Friedrich Barbarossas. Friedrich II. trifft mit seinem Reiterheer von Mailand her kommend in Hospental ein und bittet in der dortigen Burg um das Gastrecht. Nachdem man sich seiner friedlichen Absicht versichert hat, wird ihm Einlass gewährt. Er beabsichtigt, so schnell wie möglich nach Basel zu reiten, um die Stadt für sich zu gewinnen und zu verhindern, dass sie seinem Gegner Otto die Tore öffnet. Leider gibt es keinen Weg durch die Schöllenen und die einzige Alternative, der Umweg über den Bäzberg, kann nur zu Fuss zurückgelegt werden. Die einzigen Wege von Hospental aus, die mit einem Heer durchschritten werden können, führen über den Oberalppass oder die Furka und die Grimsel nach Norden. Friedrich entschliesst sich auf Rat von Heinrich von Sax für den Weg über den Oberalp, weil er für ein Reiterheer der geeignetste ist und er zusätzliche Unterstützung auf seinem Weg erwartet. Dadurch verliert er aber fünf bis sechs Tage und, wenn er zu spät nach Basel kommt, auch seine Krone. Ein Brief, den ein zufällig aufgeflogener Spion mit sich führte, bestätigt die Gefahr für den König.
Heini, ein vierzehnjähriger Bub aus Göschenen, Leibeigener der Grafen zu Rapperswil, ist Ziegenhirte aus Uri und kennt den beschwerlichen Weg über den Bäzberg nach Flüelen. Er bietet den Rittern an, die Meldung von Friedrichs baldiger Ankunft auf dem direkten Weg über Luzern nach Basel zu bringen. Berardus de Castanea, Erzbischof von Bari, der mit Friedrich reist, verfasst eine kurze Notiz an seinen Freund Lüthold von Aarburg, Bischof von Basel. Mit dem Einbruch der Nacht macht sich Heini auf und überquert den Bäzberg. Im Morgengrauen erreicht er Flüelen, wo er auf einem Nauen über den Vierwaldstättersee nach Luzern fährt.
Von Luzern aus macht sich Heini über Rothenburg nach Olten auf. Unterwegs versucht er, so gut wie möglich im Verborgenen zu marschieren, denn die Zähringer sind dem Staufer Friedrich nicht wohlgesinnt. Sollte seine Mission auffliegen, wäre nicht nur der Auftrag verwirkt, sondern wohl auch sein Leben. In Olten verbringt er die nächste Nacht, bevor er den Unteren Hauenstein überwindet. In Läufelfingen erfährt er, dass des Staufers Sache in Basel als verloren gelte, denn er werde in Mailand gefangen gehalten und Otto der Welfe sei auf dem Marsch Richtung Bodensee. Heini jedoch schweigt.
In Basel wird Heini sofort zum Bischof vorgelassen, der über die Nachricht höchst erfreut ist. Sofort beruft er das Kapitel des Klosters und eine Versammlung der Zunftmeister ein. Der Bischof empfiehlt der Versammlung eindringlich, sich auf die Seite Friedrichs zu schlagen, da Otto von Papst Innozenz III. mit einem Bannfluch belegt ist und dieser auf die Stadt übergehen würde, sollten sie sich ihm anschliessen.
Während der paar Tage, die Heini in Basel als Gast des Bischofs verbringt, beginnt er sich für das Schmiedehandwerk zu interessieren. Lange bestaunt er die Bauarbeiten am Basler Münster. Leider kann er als Leibeigener nicht selber darüber entscheiden, was er lernen und werden wird. Als dann der König in Basel eintrifft und erstaunt zur Kenntnis nimmt, dass Heini in nur drei Tagen von Göschenen nach Basel marschiert ist, ist er beeindruckt und verspricht ihm, ihn aus der Leibeigenschaft der Grafen von Rapperswil freizukaufen. Lange beschäftigen werden ihn auch die weiteren Worte des Königs: «Wer mir diesen Weg für Ross und Mannschaft gangbar machen könnte! Die beste Verbindung zwischen Basel und Mailand! Ich würde ihn zum Fürsten machen. Aber dies ist rein unmöglich; die Granitmauer in der Schöllenen ist unbezwingbar. Ich sah das selber. Gegen die Natur vermag der Mensch nichts.»
Einige Tage später kehrt Heini nach Göschenen zurück. Fortan ist sein Ziel, die Schöllenen zu bezwingen. Er überlegt, wie der grosse Fels zu umgehen sei, der den Weg versperrt. Er erinnert sich an die Bauarbeiter, die er am Münster in Basel mit Kränen hantieren sah. Dies bringt ihn auf die Idee, einen „hängenden“ Weg anzulegen. Mit Seilen, an deren unterem Ende Balken hängen, über die Bretter gespannt sind, baut er einen Versuch. Der Versuch glückt, doch um sein Projekt realisieren zu können, muss er Ketten schmieden lernen, denn Seile sind dazu zu schwach und zu wenig beständig. Doch der König hat sein Versprechen vergessen, und als sich Heini beim Vogt danach erkundigen will, wird dieser mürrisch und abweisend. Die Tatsache, dass nur eine wesentliche Änderung die armen Bergbauern, deren Boden seit langem kaum mehr zu ihrer Ernährung ausreicht, vor dem Elend retten könnte, interessiert ihn nicht. Und einen Schmied, der auch noch Waffen herstellen könnte, braucht das Bauersvolk bestimmt nicht! Stattdessen wird Heini an das Kloster Sankt Urban verkauft.
Auf dem Weg in die Abtei, den Heini mit fünf etwa gleich alten Knaben in Begleitung eines Ritters zurücklegt, erfährt er, dass es durchaus hätte schlimmer kommen können: Die Ritter suchen in ganz Europa Kinder für den Kinderkreuzzug.
Im Kloster sind grosse Bauarbeiten im Gange, für deren Ausführung die Jungen erworben wurden. Heini wird zum Backsteinbrennen eingeteilt. Bald lernt er den Werkmeister kennen, einen fremden Mönch, dessen Herkunft im Dunkeln bleibt. Von ihm erlernt Heini in arbeitsfreien Stunden, wie die Brücke über die Reuss zu bauen sei. Von seinem Lohn gelingt es Heini, genügend zu sparen, so dass er sich, auf Empfehlung des Werkmeisters beim Abt, nach vier Jahren endlich die ersehnte Freiheit erkaufen kann.

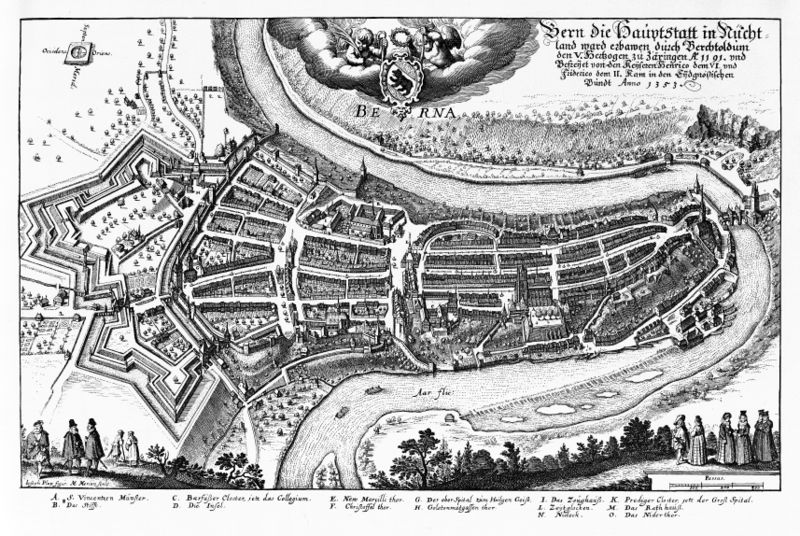
Historischer Stadtplan von Bern

Nach dem Abschied vom Kloster zieht Heini auf Rat des Werkmeisters nach Bern. Die junge, aufblühende Stadt verspricht reichlich Arbeit. Die Stadt war erst vor 26 Jahren von den Zähringern gegründet worden, ihr letzter Vertreter ist Berthold V., dessen Tod 1218 zur Machtausdehnung der Habsburger führen wird. Heini geht sofort zum Zunftmeister der Schmiede und bringt sein Anliegen vor. Gemäss der Zunftordnung muss er drei Jahre lang bei einem Schmied in die Lehre gehen.
In den folgenden Jahren kann er also endlich sein gewünschtes Handwerk erlernen. Mit Fleiss und Einsatz erwirbt er sich bald die Anerkennung des Meisters. Insbesondere seine Ketten sind von ausgezeichneter Qualität. Nachdem er seine Gesellenprüfung bestanden hat, schickt er sich an, nach Hause zurückzukehren. Heini begleitet als Söldner eine Karawane, die über die Grimsel ziehen will. Da dies auch sein Weg ist, und die Kaufleute um Begleitschutz bitten, schliesst er sich ihnen an. Prompt wird die Gruppe vor Interlaken von Wegelagerern angegriffen. Dank Heinis rascher Reaktion und seinem Geschick kann der Angriff zwar abgewehrt werden, doch es bleiben zwei Söldner tot liegen, während fünf der Angreifer ums Leben kommen.
Nachdem Heini die Karawane sicher bis nach Airolo geführt hat, kehrt er nach Göschenen zurück, wo er herzlich empfangen wird. Er sucht unter den Bauern nach Leuten, die ihm helfen sollen, seinen kühnen Plan vom Weg durch die Schöllenen zu verwirklichen. Mit Geld, das ihm geschenkt worden war, errichtet er in Göschenen zunächst einmal eine Schmiede. Zunächst noch wird der Plan im Geheimen vorbereitet, denn es gibt einige im Tal, die Heini immer noch für einen verrückten Spinner und sein Unternehmen für aussichtslos halten.
Heini erklärt an einer Versammlung tüchtiger Männer aus dem Uri seinen Plan und wie der Saumpfad in Zukunft dem Tal Ansehen und Auskommen bringen könnte. Schliesslich böte sich die Möglichkeit, das Land aus der Herrschaft der verhassten Habsburger zu lösen.
So beginnt im Herbst der Bau an der neuen Strasse durch die Schöllenenschlucht. Im Winter schmiedet der Schmied von Göschenen die benötigten Ketten, Haken und Stangen. Die Dorfgemeinschaften beteiligen sich rege am Ausbau der Passstrasse zwischen Flüelen und der Schlucht, während für den schwierigen Abschnitt zwischen Göschenen und Andermatt alle gemeinsam Zuarbeiten vornehmen. Im Frühling sind die Vorarbeiten abgeschlossen und man zieht in die Schöllenen, um mit dem schwierigsten Teil der Arbeit zu beginnen. Heini, dem nun seine Erfahrungen im Kloster St. Urban zu Hilfe kommen, errichtet das Fundament für die Brücke, und die Zimmerleute zimmern den Gewölbebogen, über dem die Brücke aufgerichtet werden soll.

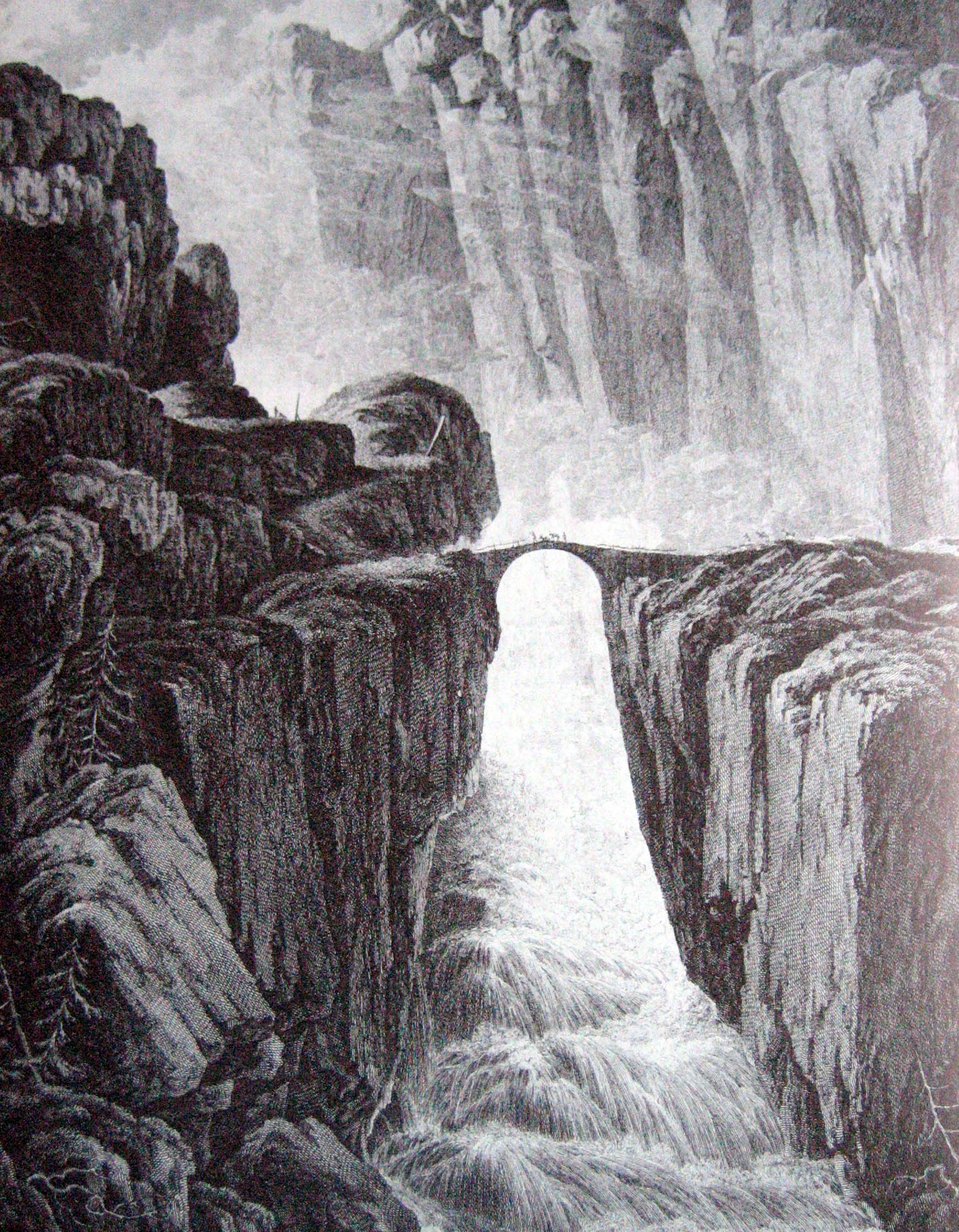
Die Teufelsbrücke auf einem Stich von 1780

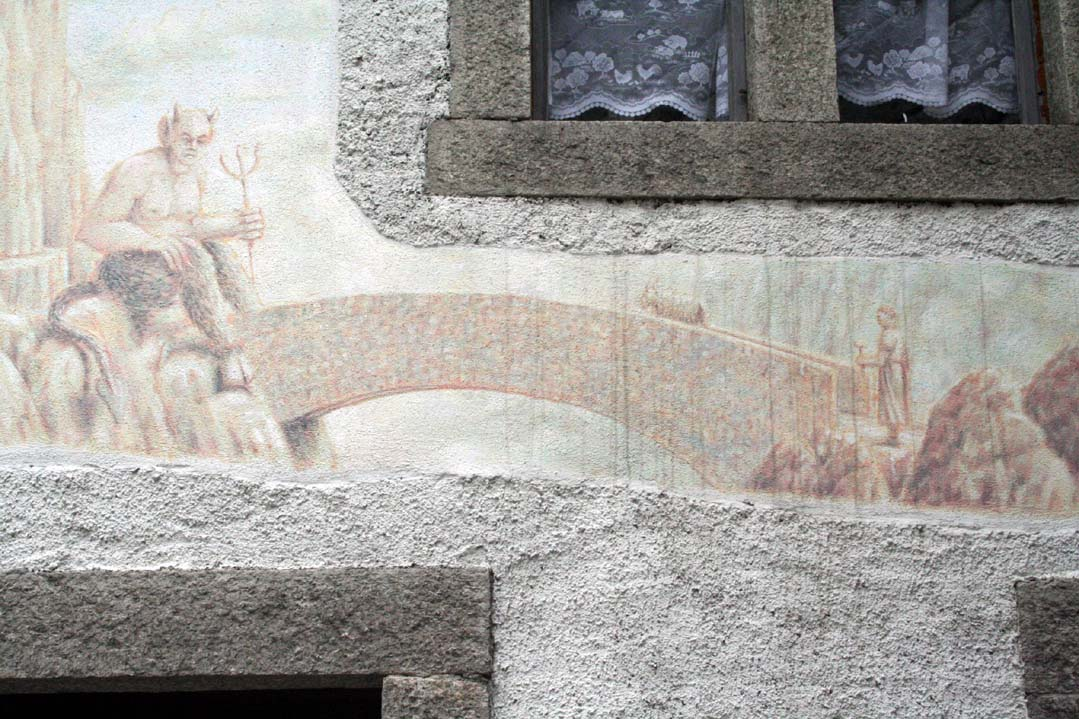
Der Geissbock überquert als erster die Brücke

Nachdem das Mauerwerk fertiggestellt ist und die Belastungsprobe vorgenommen werden sollte, ereignet sich etwas, das der Brücke (und ihrer späteren Nachfolgekonstruktionen) den Namen gab, den sie noch heute trägt: Teufelsbrücke. Als sich der Schmied anschickt, die Brücke als erster zu überqueren, entwischt einem Hirten ein Ziegenbock, der die Brücke als erster überquert. Da wettert die böse Gret: „Da seht ihr’s, mit dem Teufel hat er sich verbündet und ihm seine Seele verschreiben müssen. Jetzt hat er sogar den Satan überlistet und ihm die Seele des Geissbocks überliefert, der als erster diese Teufelsbrücke überschritt.“ Bis zum heutigen Tag hält sich daher die Sage, die Brücke sei mit Hilfe des Teufels entstanden.

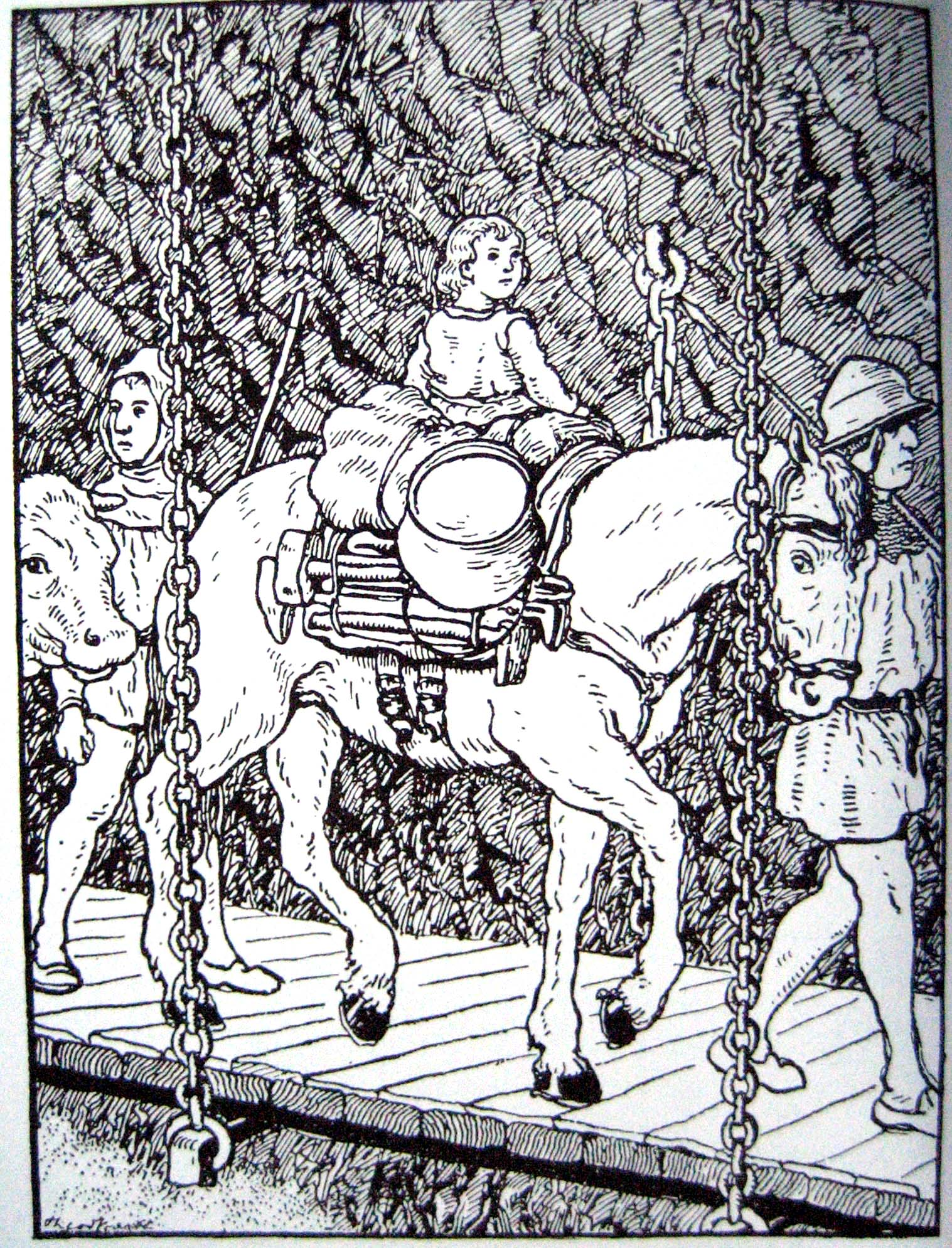
Der „Twärrenbrücke“ genannte Steg entlang der Felswand

Als Nächstes beginnen die Bauarbeiten am schwierigsten Teil des Weges. Um die Kilchbergwand herum soll ein Holzsteg entstehen, der stark genug ist, ganze Saumgemeinschaften zu tragen. Mit Meisseln treiben die Arbeiter Löcher in den Fels, um die benötigten Haken anzubringen. In die Bohrlöcher gegossenes Blei verankert die Haken zuverlässig in der Wand. An die Haken wurden Ketten befestigt, jeweils zwei Haken übereinander, so dass durch den überhängenden Felsen in die unteren Enden der Ketten Querbalken gelegt werden können. Die einzelnen Joche werden mit Brettern belegt, wodurch ein zusammenhängender Weg um den Felsen herum geschaffen wird.
Schliesslich wird das Werk fertig gestellt und feierlich eröffnet. Neben den Vorteilen, die der neue Weg für den Verkehr bringen wird, ist nun Uri auch wesentlich näher zusammengerückt. Bald schon nimmt die Entwicklung des Passverkehrs den erwarteten Lauf und die Urner verdienten ihr gutes Geld an der neuen Strasse.
Gute Neuigkeiten ziehen aber auch Neider an, in diesem Fall in der Person von Graf Rudolf von Habsburg. Er erhöht willkürlich den Warenzoll in Flüelen immer höher, was die Kaufleute wieder dazu bringt, den Septimerpass dem Gotthard vorzuziehen. Auch sonst versteht er sich auf das Schüren von Konflikten und das Erfinden von immer neuen Schikanen für die Bewohner seiner Lande. Als dann auch noch ein Freund Heinis ins Verlies gesteckt wird, weil er bei einem Spottlied auf die Habsburger erwischt wird, kann sich Heini nicht mehr im Zaum halten und sinnt nach Rache. Er wird jedoch in einen Streit mit den Knechten des Vogts hineingezogen und muss nach Airolo fliehen.
Drei Wochen später wird dem Schmied Nachricht geschickt, man beabsichtige, die Burg von Amsteg, wo Heinis Freund gefangen gehalten wird, zu stürmen und den Vogt zu verjagen. Sofort kehrt er ins Tal zurück, wo bereits Kriegsrat gehalten wird. Durch glückliche Umstände ist den Urnern der Notausgang der Burg bekannt, wodurch sie die ganze Burg ohne Blutvergiessen erobern und den Vogt mitsamt seiner Familie gefangen nehmen können. Diese dienen fortan als Geiseln in Verhandlungen mit anderen Vögten im Tal. Die Burg wird niedergebrannt.
Danach zieht Heini in Begleitung des befreiten Freundes zu König Friedrich an den Königshof in Messina um ihm die Situation im Urnerland zu schildern und die Reichsfreiheit zu verlangen. Er erinnert den König an seine Worte, die er neunzehn Jahre zuvor in Basel im Beisein Heinis gesprochen hatte, nämlich dass er jenen reich beschenken würde, der die Schöllenen bezwingen könnte. Der König entschuldigt sich dafür, dass sein damaliger Wunsch, freigekauft zu werden, vergessen ging und schenkt dem Lande Uri die Reichsfreiheit. In Begleitung zweier Beamter des Königs, die die Verbrechen der Vögte getreulich aufschreiben sollten, kehrt er nach Hause zurück.

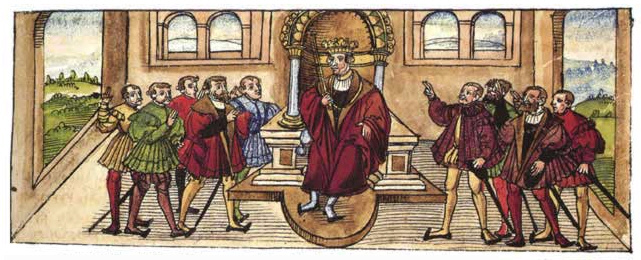
König Heinrich in Würzburg

Im Frühling des Jahres 1231 reist Heini in Begleitung weiterer führender Männer aus Uri nach Haguenau, wo die Reichsfreiheit durch Heinrich VII. endgültig besiegelt werden soll. Heinrich, der Sohn Friedrichs, nimmt das Urnerland zu des Reiches Eigentum und erlässt im Gegenzug den Habsburgern ihre Schuldigkeiten. Am 26. Mai 1231 wird das Dokument besiegelt – es liegt im Staatsarchiv zu Altdorf bis zum heutigen Tag.
Über das weitere Schicksal des Schmieds von Göschenen ist nichts bekannt. Das Buch endet mit einigen patriotischen Zeilen: „Wir aber, […] wollen nie vergessen, dass die Arbeitsfreude und Selbstlosigkeit eines braven, tüchtigen Mannes […] für das ganze Volk den ersten, wichtigen Eckstein für das Fundament der Schweizerischen Eidgenossenschaft geliefert hat. Der Bau der Brücke durch die Schöllenen darf mit Recht als der Beginn der Schweizer Freiheit gelten […] Einer für alle und alle für einen! – das war des Schmieds von Göschenen vaterländischer Glaube. In diesem Grundsatz liegt noch jetzt die Bedingung für das Gedeihen unseres Volkes, ja aller Völker, des grossen Völkerbundes.“

## Geschichtlicher Hintergrund
Wie bereits aus der Handlungsbeschreibung ersichtlich ist, basiert die Geschichte sehr akkurat auf geschichtlich belegten Fakten. Geschichtlich nicht Belegbares wurde mit Legenden oder häufigen Lehrmeinungen ergänzt und mit fiktionalen Ereignissen zu einem Ganzen ergänzt. Das genaue Datum der Eröffnung der Gotthard-Passstrasse ist nicht bekannt, die ersten Berichte von einer Überquerung datieren um 1236. Albert von Stade, dem diese erste Erwähnung zugeschrieben wird, vermutet hinter dem Bau allerdings die Walser, die sich auf den Bau langer Wasserleitungen verstanden und zeitweise auch das Urserental ob der Schöllenen besiedelten.
Der Freibrief vom 26. Mai 1231, in dem Heinrich dem Lande Uri die immerwährende Reichsfreiheit garantiert, lässt jedoch die Vermutung als wahrscheinlich erscheinen, dass es damals bereits einen Zusammenhang mit der Strasse gab. Kaum eine andere Ursache würde erklären, weshalb der deutsche König Heinrich das Geld aufgebracht hätte, das Land Uri aus dem Besitz der Habsburger zu übernehmen und direkt unter den Schutz der Krone zu stellen. Unklar ist, ab wann die Strasse wirklich als Hauptverkehrsachse über die Alpen galt, spätestens aber nach 1291. Für die Urner wurde die Strasse wirtschaftlich äusserst bedeutsam, brachte aber, wie bereits in der Handlung erwähnt, auch ihre Schattenseiten, nämlich dass das Land in den Fokus internationaler Politik geriet. Die entsprechenden Konflikte gipfeln in den Legenden von Wilhelm Tell und dem Rütlischwur sowie den realen Schlachten von Morgarten und Sempach.
In seiner Kurzbiographie über Robert Schedler vermutet Hans Kaufmann 1978, dass Schedler Schriften von Aloys Schulte verwendet hat, der den bis dahin von Schiller in seinem Wilhelm Tell dargelegten Freiheitskampf in andere Zusammenhänge rückt. Anstelle des „rein ideellen Freiheitsstrebens der demokratischen Alpgenossenschaften“ konzentriert sich Schulte auf wirtschaftsgeographische Ursachen für den Freiheitskampf. Entsprechend ist auch hier der Grund für die Ausstellung des Freibriefs von 1231 wirtschaftlich begründet. Schedler nimmt sich in seinem Buch die Freiheit, aus der Vermutung von Albert von Stade, es müsse ein Schmied von Urseren gewesen sein und der Freiheitsüberlegungen zum unteren Reusstal von Aloys Schulte, eine Verknüpfung zu bilden und erschafft den Schmied von Göschenen. Weder seine Herkunft, noch sein Beruf ist jedoch abschliessend geklärt, denn neuere Forschungen vermuten eher, dass nicht die Twärrenbrücke, sondern die Teufelsbrücke den schwierigsten Teil des Werkes ausmachte. Da Schedler dem Schmied jedoch auch Kenntnisse im Maurerhandwerk andichtet, ist auch der Zusammenhang gut dargestellt.